# Bergères-lès-Vertus
Bergères-lès-Vertus est une commune française, située dans le département de la Marne en région Grand Est.
C'est un petit village typique du vignoble de Champagne peuplé d'environ 600 habitants vivant essentiellement de la viticulture. Ceux-ci sont appelés les Bergeronnets.

## Géographie

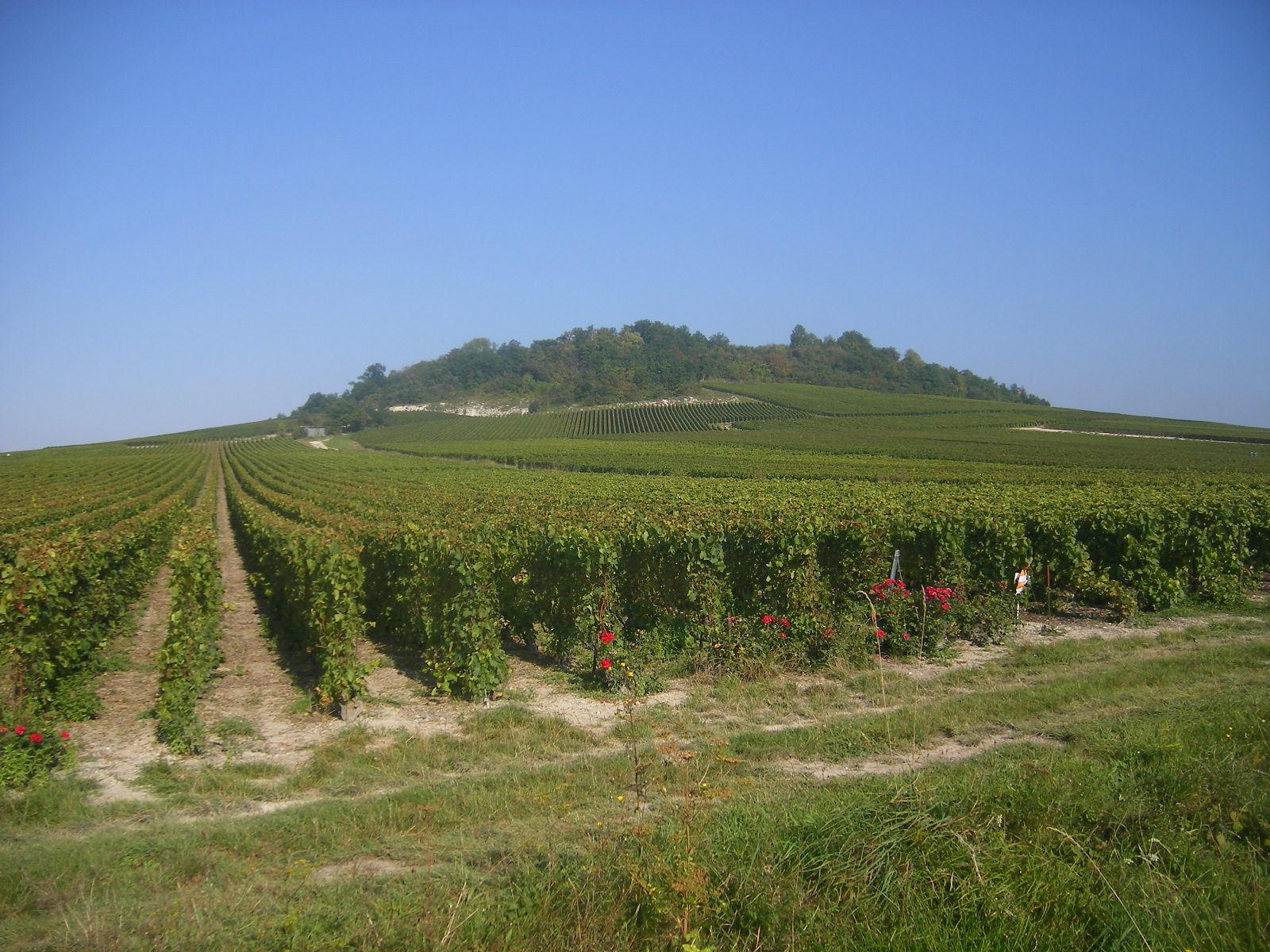
Le Mont Aimé surplombe Bergères-lès-Vertus.

Bergères-lès-Vertus est située à l'extrémité sud de la Côte des blancs, sur la route touristique du Champagne. La Côte des blancs surplombe le village à l'ouest. Son versant est occupé par le vignoble de Champagne tandis que son sommet est boisé. La Berle prend sa source dans la commune, puis s'écoule vers le nord-est en direction de Voipreux. C'est une petite commune rurale à vocation agricole.
Au sud de la Bergères, la butte-témoin du Mont Aimé domine le village et la plaine de la Champagne crayeuse qui s'étend à l'est de la commune. Culminant à 240 mètres, le Mont Aimé est recouvert par des bois au sommet et sur son versant ouest, tandis que les autres côtés de la butte sont plantés de vignes. La partie sud du Mont Aimé est rattachée à la commune de Val-des-Marais.
Bergères-lès-Vertus est desservie par l'ancienne route nationale 33 (RD 933) entre Montmirail et Châlons-en-Champagne.
|                | Vertus              |                |
| Étréchy        | Bergères-lès-Vertus | Trécon         |
| Val-des-Marais |                     | Pierre-Morains |

### Hydrographie

#### Réseau hydrographique
La commune est dans la région hydrographique « la Seine de sa source au confluent de l'Oise (exclu) » au sein du bassin Seine-Normandie. Elle est drainée par la Berle,.
La Berle, d'une longueur de 16 km, prend sa source dans la commune  et se jette  dans la Somme-Soude à Pocancy, après avoir traversé sept communes. 

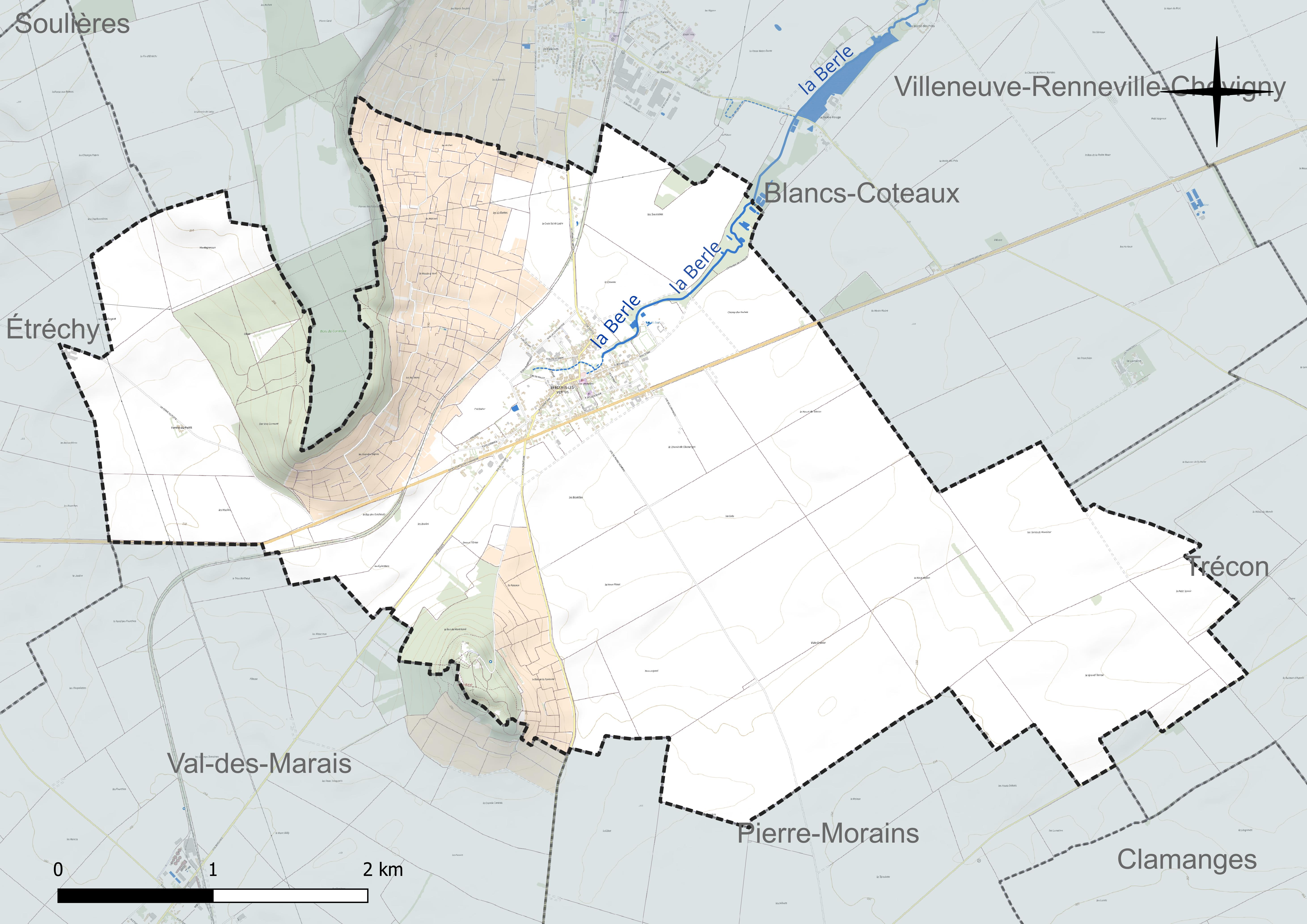
Réseau hydrographique de Bergères-lès-Vertus.

#### Gestion et qualité des eaux
Le territoire communal est couvert par le schéma d'aménagement et de gestion des eaux (SAGE) « Petit et Grand Morin ». Ce document de planification concerne le territoire des bassins versants du Petit Morin (630 km2) et du Grand Morin (1 185 km2) et se répartit sur trois départements (la Marne, l'Aisne et la Seine-et-Marne). Il a été approuvé le 21 octobre 2016. La structure porteuse de l'élaboration et de la mise en œuvre est le Syndicat mixte d'aménagement et de gestion des eaux (SMAGE) - EPAGE. 
La qualité des cours d’eau peut être consultée sur un site dédié géré par les agences de l’eau et l’Agence française pour la biodiversité. 

### Climat
Pour des articles plus généraux, voir Climat du Grand Est et Climat de la Marne.
En 2010, le climat de la commune est de type climat océanique dégradé des plaines du Centre et du Nord, selon une étude du Centre national de la recherche scientifique s'appuyant sur une série de données couvrant la période 1971-2000. En 2020, Météo-France publie une typologie des climats de la France métropolitaine dans laquelle la commune est exposée à un climat océanique altéré et est dans la région climatique  Nord-est du bassin Parisien, caractérisée par un ensoleillement médiocre, une pluviométrie moyenne régulièrement répartie au cours de l’année et un hiver froid (3 °C). 
Pour la période 1971-2000, la température annuelle moyenne est de 10,5 °C, avec une amplitude thermique annuelle de 15,9 °C. Le cumul annuel moyen de précipitations est de 706 mm, avec 11,2 jours de précipitations en janvier et 7,8 jours en juillet. Pour la période 1991-2020, la température moyenne annuelle observée sur la station météorologique de Météo-France la plus proche, « Chouilly », sur la commune de Chouilly à 16 km à vol d'oiseau, est de 11,4 °C et le cumul annuel moyen de précipitations est de 668,9 mm. 
La température maximale relevée sur cette station est de 40,3 °C, atteinte le 25 juillet 2019 ; la température minimale est de −12,3 °C, atteinte le 5 février 2012,,. 
Les paramètres climatiques de la commune ont été estimés pour le milieu du siècle (2041-2070) selon différents scénarios d'émission de gaz à effet de serre à partir des nouvelles projections climatiques de référence DRIAS-2020. Ils sont consultables sur un site dédié publié par Météo-France en novembre 2022.

## Urbanisme

### Typologie
Au 1er janvier 2024, Bergères-lès-Vertus est catégorisée commune rurale à habitat dispersé, selon la nouvelle grille communale de densité à sept niveaux définie par l'Insee en 2022.
Elle est située hors unité urbaine. Par ailleurs la commune fait partie de l'aire d'attraction de Blancs-Coteaux, dont elle est une commune de la couronne,. Cette aire, qui regroupe 11 communes, est catégorisée dans les aires de moins de 50 000 habitants,.

### Occupation des sols
L'occupation des sols de la commune, telle qu'elle ressort de la base de données européenne d’occupation biophysique des sols Corine Land Cover (CLC), est marquée par l'importance des territoires agricoles (87,3 % en 2018), une proportion sensiblement équivalente à celle de 1990 (87,7 %). La répartition détaillée en 2018 est la suivante : terres arables (74,3 %), cultures permanentes (13 %), forêts (7,9 %), zones urbanisées (4,8 %).
L'évolution de l’occupation des sols de la commune et de ses infrastructures peut être observée sur les différentes représentations cartographiques du territoire : la carte de Cassini (XVIIIe siècle), la carte d'état-major (1820-1866) et les cartes ou photos aériennes de l'IGN pour la période actuelle (1950 à aujourd'hui).

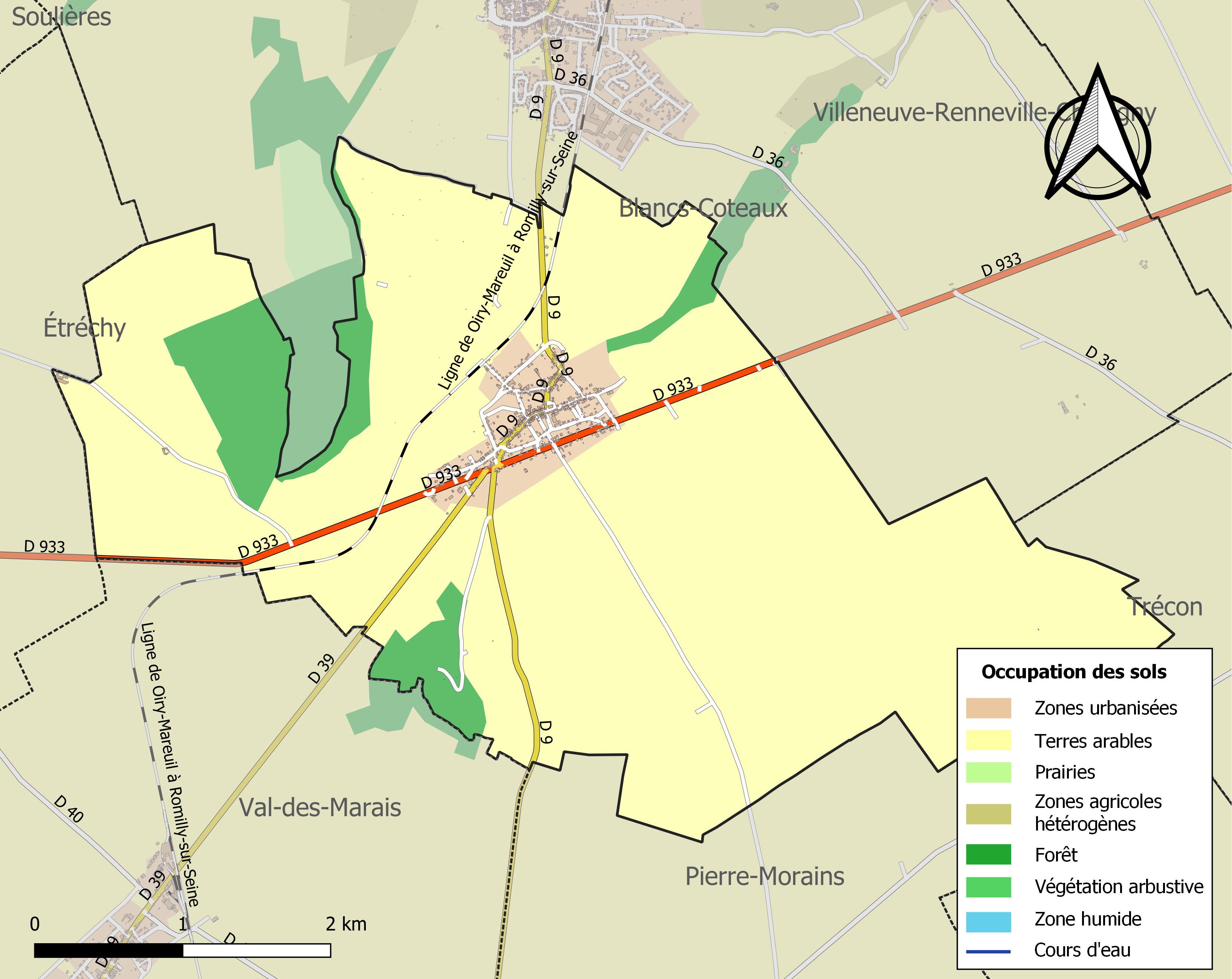
Carte des infrastructures et de l'occupation des sols de la commune en 2018 (CLC).

### Voies de communication et transports
En matière de transports en commun, Bergères-lès-Vertus est desservie par la ligne 51R160 des cars Fluo Grand Est entre Fère-Champenoise et Épernay (arrêt situé place de la Mairie). Membre de la communauté d'agglomération Épernay, Coteaux et Plaine de Champagne, la commune bénéficie également du service de transport à la demande (TAD) du réseau Mouvéo. Elle dispose d'un arrêt sur la ligne Z à destination d'Épernay et de Vertus, qui propose en 2025 deux allers et deux retours par jour (du lundi au samedi hors jours fériés).

## Toponymie
Le nom de la localité est attesté sous les formes Bergeriæ (1168) ; Bercheriæ (1219) ; Bergieres (vers 1222) ; Bergère (1633) ; Bergers (1735) ; Bergères-lez-Vertus.

Durant la Révolution, pour suivre le décret de la Convention du 25 vendémiaire an II invitant les communes ayant des noms pouvant rappeler les souvenirs de la royauté, de la féodalité ou des superstitions, à les remplacer par d'autres dénominations, la commune de Bergères-lès-Vertus change de nom pour Mont-Aimé.
La préposition « lès » permet de signifier la proximité d'un lieu géographique par rapport à un autre lieu. En règle générale, il s'agit d'une localité qui tient à se situer par rapport à une ville voisine plus grande. La commune française de Bergères indique qu'elle se situe près de Vertus.
Bergères : pluriel de l'oïl *bergière « bergerie » qui a dû exister dans les régions où l'on disait bergier pour « berger ».

## Histoire

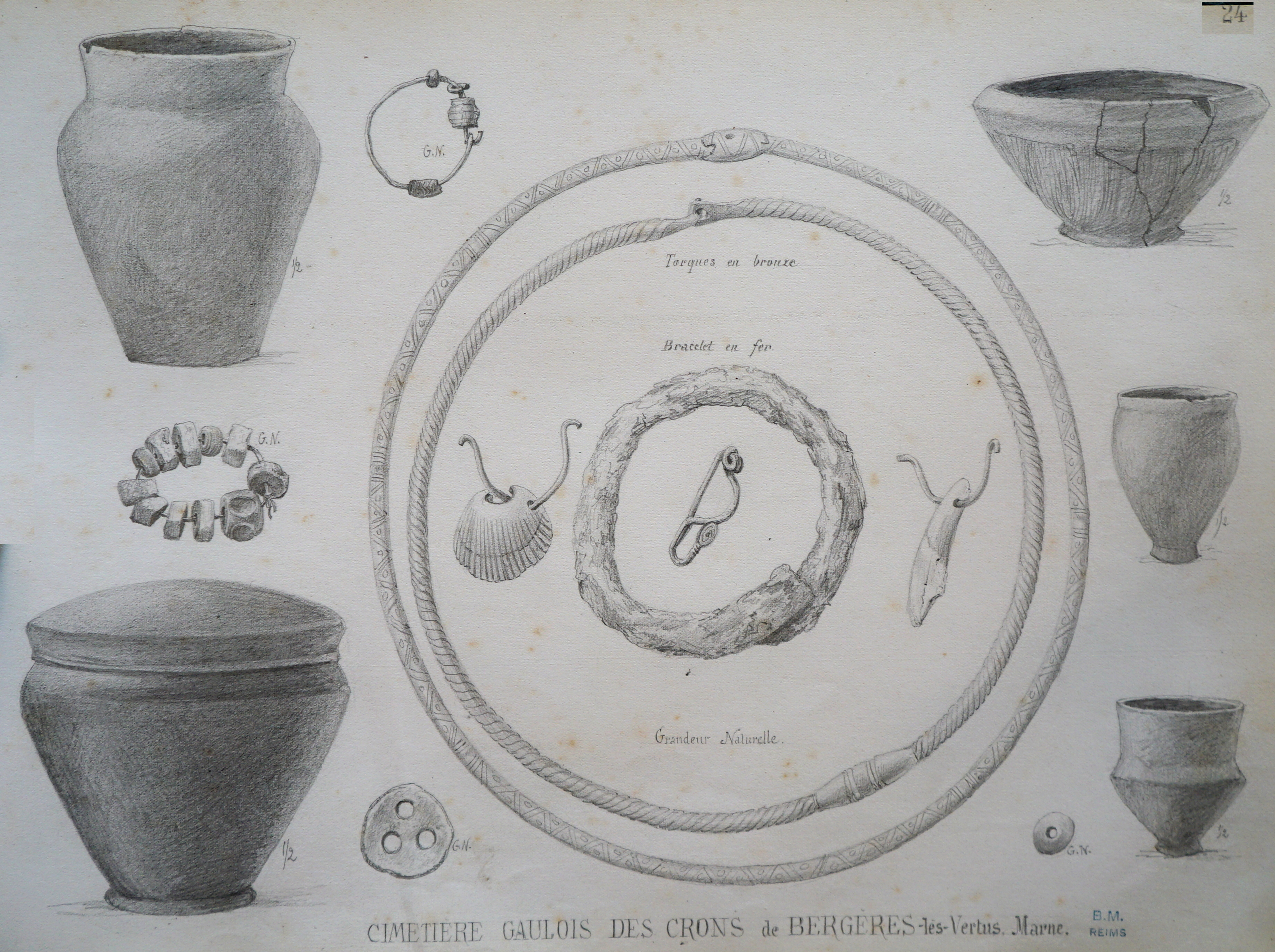
Fouilles de Léon Morel, cimetière de Crons.
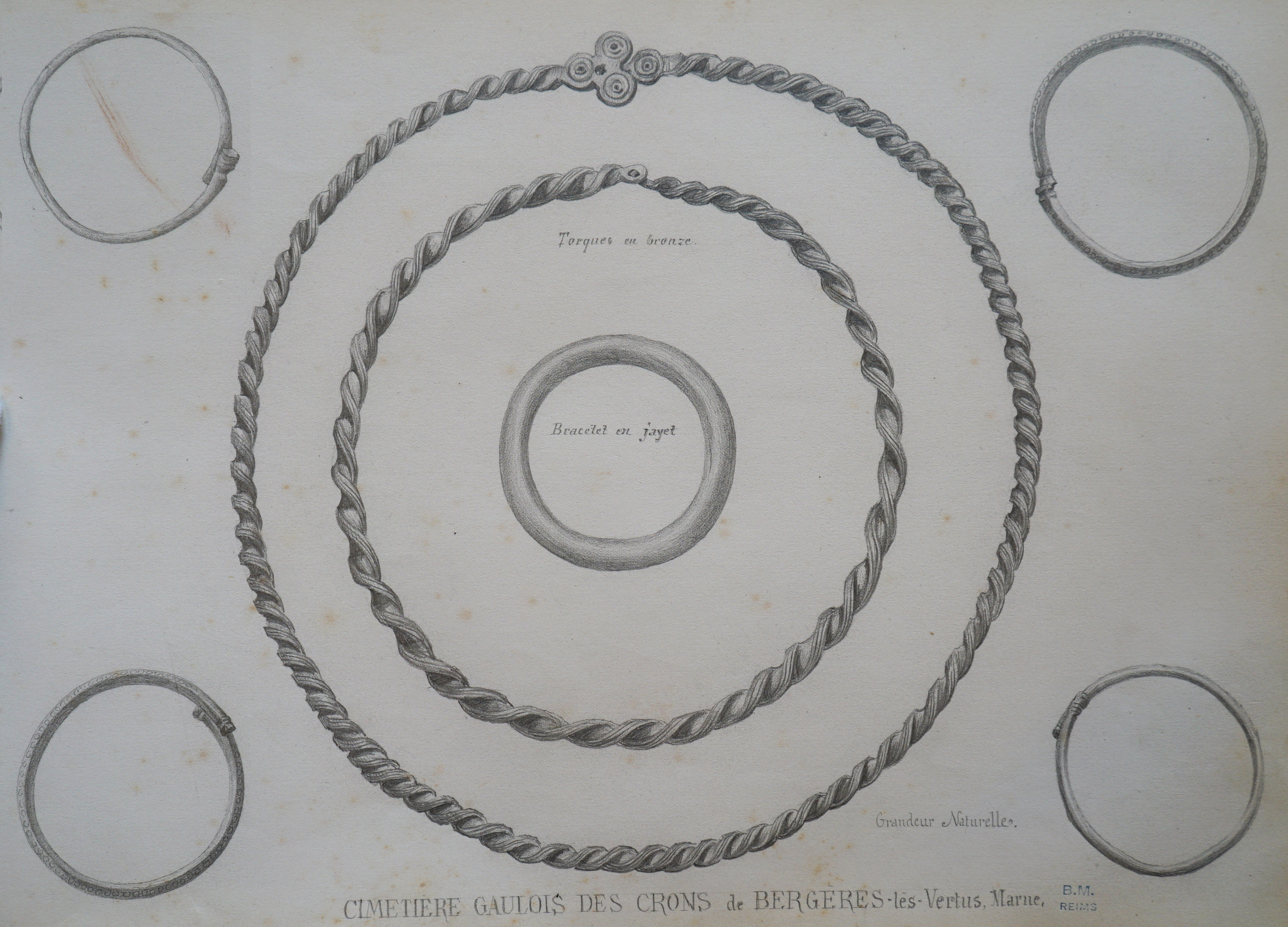
Dessins d'Émile Gastebois.
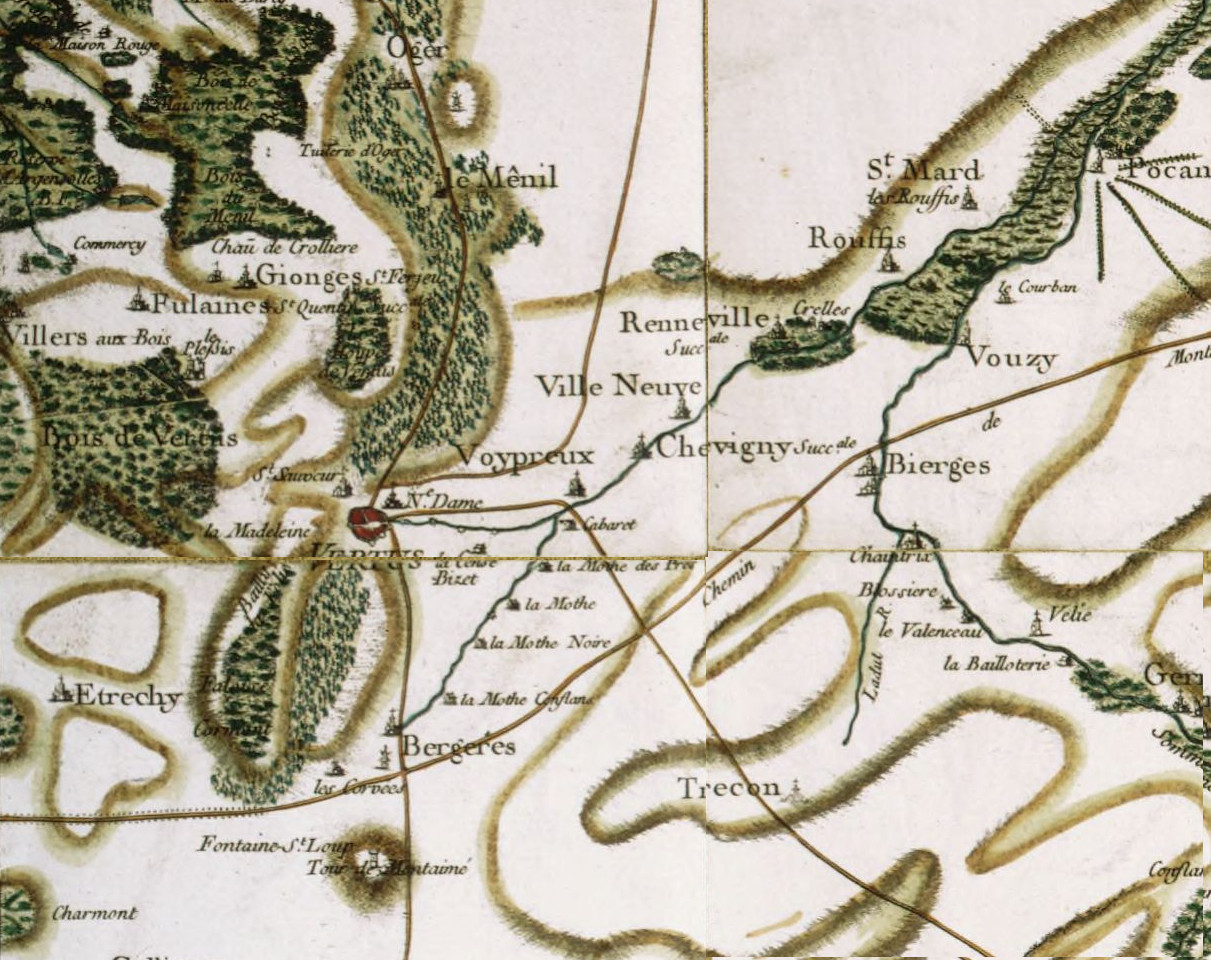
Sur la carte Cassini.

L'histoire de la commune est fortement liée à celle du mont Aimé. Celui-ci est occupé par l'homme dès le Paléolithique. Il a livré plusieurs hypogées du Néolithique. Le lieu est ensuite occupé par les Romains, et aux époques mérovingienne et carolingienne.
En 1210, la comtesse Blanche de Navarre, veuve de Thibaut III de Champagne et mère de Thibaut Ier de Champagne, dit le Chansonnier, fait construire le château du Mont-Aimé. Le vendredi 13 mai 1239, 183 hommes et femmes convaincus de catharisme sont brûlés sur son bûcher, sur ordre de Robert le Bougre. Aux XIVe et XVe siècles, la puissante forteresse se transforme en château-demeure. Au cours de la guerre de Cent Ans, le château subit trois sièges menés par les Anglais, alliés des Bourguignons. La forteresse est démantelée, et sert de carrière de pierres pour la construction des maisons des villages aux alentours. Au début du XIXe siècle une partie du donjon était encore debout.
En 1815, après la campagne de France et la chute de Napoléon Ier, le tsar Alexandre Ier choisi le mont Aimé pour une parade militaire, afin de démontrer sa puissance : 300 000 soldats et 85 000 chevaux manœuvrent dans la plaine de Vertus qui s'étend au pied du mont.
Fin août, début septembre 1914, durant la Première Guerre mondiale, comme l'ensemble des communes de la côte des blancs, la commune fut traversée par les troupes françaises poursuivies par les troupes allemandes avant d'être une nouvelles fois traversée par les troupes allemandes en déroute, poursuivies par les forces françaises après la victoire de la Marne.
En 1914, lors de la première bataille de la Marne, le mont Aimé se trouve au centre du dispositif de la bataille des Marais de Saint-Gond.

## Politique et administration

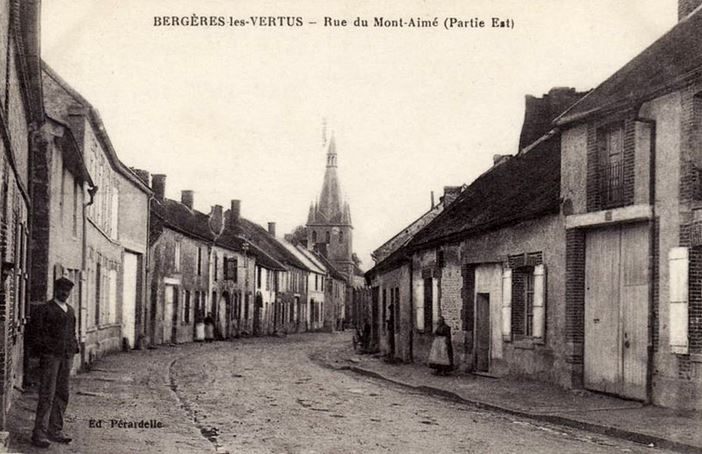
La rue du Mont-Aimé au début du XXe siècle.

### Rattachements administratifs et électoraux

#### Rattachements administratifs
La commune se trouve dans l'arrondissement d'Épernay au sein du département de la Marne et de la région Grand Est. Avant le 31 mars 2017, Bergères-lès-Vertus appartenait à l'arrondissement de Châlons-en-Champagne.
Elle faisait partie depuis 1793 du canton de Vertus. Dans le cadre du redécoupage cantonal de 2014 en France, cette circonscription administrative territoriale a disparu, et le canton n'est plus qu'une circonscription électorale.

#### Rattachements électoraux
Pour les élections départementales, la commune fait partie depuis 2014 du canton de Vertus-Plaine Champenoise.
Pour l'élection des députés, elle fait partie de la cinquième circonscription de la Marne.

### Intercommunalité
Bergères-lès-Vertus était membre de la communauté de communes de la Région de Vertus, un établissement public de coopération intercommunale (EPCI) à fiscalité propre créé en 1994 et auquel la commune avait transféré un certain nombre de ses compétences, dans les conditions déterminées par le Code général des collectivités territoriales.
Dans le cadre des dispositions de la loi portant nouvelle organisation territoriale de la République du 7 août 2015, qui prévoit que les établissements publics de coopération intercommunale (EPCI) à fiscalité propre doivent avoir un minimum de 15 000 habitants, cette intercommunalité a fusionné avec la communauté de communes Épernay Pays de Champagne pour former, le 1er janvier 2017, la communauté d'agglomération Épernay, Coteaux et Plaine de Champagne, dont est désormais membre la commune.
Bergères-lès-Vertus n'est membre d'aucune autre intercommunalité.

### Liste des maires
| Période                                  | Période    | Identité        | Étiquette | Qualité                         |
| ---------------------------------------- | ---------- | --------------- | --------- | ------------------------------- |
| Les données manquantes sont à compléter. |            |                 |           |                                 |
| vers 1863                                |            | BIllon          |           |                                 |
| avant 1876                               | après 1877 | Oudinot         |           |                                 |
| avant 1988                               | ?          | Francis Quencez |           |                                 |
| 2001                                     | mai 2020   | Gervais Perrot  |           | Réélu pour le mandat 2014-2020, |
| mai 2020                                 | En cours   | Eva Vautrelle   |           |                                 |

### Jumelages
Au 1er janvier 2023, Bergères-lès-Vertus n'est jumelée avec aucune ville.

## Équipements et services publics

### Eau et déchets
L'approvisionnement en eau potable et l'assainissement des eaux usées sont des compétences de la communauté d'agglomération Épernay Agglo Champagne, gérées par le biais de son service « Régie Eau et Assainissement » depuis le 1er janvier 2022. La commune de Bergères-lès-Vertus est alimentée en eau potable par les captages de Vert-Toulon. L'assainissement collectif y est assuré en régie par la communauté d'agglomération.
La communauté d'agglomération est également compétente en matière de déchets. La collecte des ordures ménagères résiduelles, des déchets recyclables et des biodéchets est réalisée en porte à porte, par mise à disposition de trois bacs distincts. La communauté d'agglomération adhèrant au syndicat de valorisation des ordures ménagères de la Marne (SYVALOM), ces déchets sont amenés au centre de transfert départemental de Pierry puis valorisés sur le site de La Veuve. La collecte du verre et des textiles se fait en apport volontaire. La communauté d'agglomération met par ailleurs trois déchèteries à disposition de ses habitants : à Magenta, Pierry et Voipreux.

### Enseignement
Bergères-lès-Vertus fait partie de l'académie de Reims.
La commune compte une école maternelle de 13 élèves, place de la Mairie, et une école élémentaire — Yves Duteil — de 55 élèves, rue des Berceaux (chiffres 2024-2025).
Les enfants de Bergères-les-Vertus sont ensuite rattachés au collège Eustache Deschamps de Blancs-Coteaux et au lycée Stéphane-Hessel d'Épernay.

### Postes et télécommunications
Le bureau de poste le plus proche est situé à Vertus, à environ 3 km de Bergères-lès-Vertus.

### Justice, sécurité et secours
Du point de vue judiciaire, Bergères-lès-Vertus relève du conseil de prud'hommes, du tribunal de commerce, du tribunal de proximité, du tribunal judiciaire, du tribunal paritaire des baux ruraux et du tribunal pour enfants de Châlons-en-Champagne, dans le ressort de la cour d'appel de Reims. Pour le contentieux administratif, la commune dépend du tribunal administratif de Châlons-en-Champagne et de la cour administrative d'appel de Nancy.
Bergères-lès-Vertus est située en secteur Gendarmerie nationale et dépend de la brigade de Blancs-Coteaux.
En matière d'incendie et de secours, la caserne la plus proche est celle de Vertus, rattachée au Service départemental d'incendie et de secours (SDIS) de la Marne.

## Démographie
Les habitants de la commune sont les Bergeronnets et les Bergeronnettes.
L'évolution du nombre d'habitants est connue à travers les recensements de la population effectués dans la commune depuis 1793. Pour les communes de moins de 10 000 habitants, une enquête de recensement portant sur toute la population est réalisée tous les cinq ans, les populations de référence des années intermédiaires étant quant à elles estimées par interpolation ou extrapolation. Pour la commune, le premier recensement exhaustif entrant dans le cadre du nouveau dispositif a été réalisé en 2004.

En 2022, la commune comptait 580 habitants, en évolution de −8,95 % par rapport à 2016 (Marne : −1,19 %, France hors Mayotte : +2,11 %).
| 1793 | 1800 | 1806 | 1821 | 1831 | 1836 | 1841 | 1846 | 1851 |
| ---- | ---- | ---- | ---- | ---- | ---- | ---- | ---- | ---- |
| 626  | 725  | 708  | 656  | 788  | 732  | 721  | 743  | 717  |

| 1856 | 1861 | 1866 | 1872 | 1876 | 1881 | 1886 | 1891 | 1896 |
| ---- | ---- | ---- | ---- | ---- | ---- | ---- | ---- | ---- |
| 687  | 653  | 626  | 602  | 582  | 522  | 510  | 489  | 499  |

| 1901 | 1906 | 1911 | 1921 | 1926 | 1931 | 1936 | 1946 | 1954 |
| ---- | ---- | ---- | ---- | ---- | ---- | ---- | ---- | ---- |
| 522  | 481  | 457  | 426  | 394  | 407  | 401  | 429  | 421  |

| 1962 | 1968 | 1975 | 1982 | 1990 | 1999 | 2004 | 2006 | 2009 |
| ---- | ---- | ---- | ---- | ---- | ---- | ---- | ---- | ---- |
| 418  | 517  | 512  | 510  | 536  | 540  | 533  | 538  | 563  |

| 2014 | 2019 | 2022 | - | - | - | - | - | - |
| ---- | ---- | ---- | - | - | - | - | - | - |
| 618  | 576  | 580  | - | - | - | - | - | - |

## Économie

### Revenus de la population et fiscalité
En 2021, la commune compte 241 ménages fiscaux, regroupant 569 personnes.
Le revenu disponible par unité de consommation est alors de 26 860 €, supérieur à celui de la communauté d'agglomération d'Épernay (23 370 €), du département de la Marne (22 830 €) et de la France métropolitaine (23 080 €). Pour des raisons de secret statistique, le taux de pauvreté à Bergères-lès-Vertus n'est pas communiqué par l'Insee.
En matière de fiscalité locale des particuliers, les taux globaux appliqués à Bergères-lès-Vertus en 2024 sont de 42,23 % pour la taxe foncière sur les propriétés bâties (contre 38,33 % à l'échelle départementale), 56,65 % pour la taxe foncière sur les propriétés non bâties (contre 37,65 %), 31,22 % pour la taxe d'habitation sur les résidences secondaires et les logements vacants (contre 24,16 %) et 9,38 % pour la taxe d'enlèvement des ordures ménagères (contre 10,88 %).

### Emploi
Bergères-lès-Vertus appartient à la zone d'emploi d'Épernay.
En 2022, le taux d'activité des 15-64 ans est de 78,4 %, supérieur à celui de la communauté d'agglomération (77,9 %), du département (74,6 %) et de la France métropolitaine (75,3 %). Pour cette même catégorie de population, le taux de chômage est de 5,1 % contre 11  % pour la communauté d'agglomération, 11,8 % pour la Marne et 11,3 % pour la France métropolitaine.
En 2022, Bergères-lès-Vertus compte 176 emplois, dont 57,5 % de salariés et 42,5 % de non-salariés. Avec 267 actifs y résidant, la commune a alors un indicateur de concentration d'emploi de 66. Dans les faits, 35,3 % des actifs résidant à Bergères-lès-Vertus y travaillent tandis que 64,7 % travaillent dans une autre commune.

### Entreprises, commerces et agriculture
En 2022, Bergères-lès-Vertus compte 46 établissements économiquement actifs (hors agriculture).
En termes de commerces, la commune compte une épicerie et une boulangerie. Elle accueille également un hôtel 3 étoiles ainsi que plusieurs gîtes, chambres d'hôtes et restaurants.
En 2020, Bergères-lès-Vertus compte 120 exploitations agricoles, pour une surface agricole utilisée de 1 020 hectares et 88 emplois à temps plein. Selon l'Agreste, la production agricole de la commune est spécialisée dans la viticulture. Bergères-lès-Vertus fait en effet partie des appellations d'origine contrôlée « champagne » et « coteaux-champenois ».

## Culture locale et patrimoine

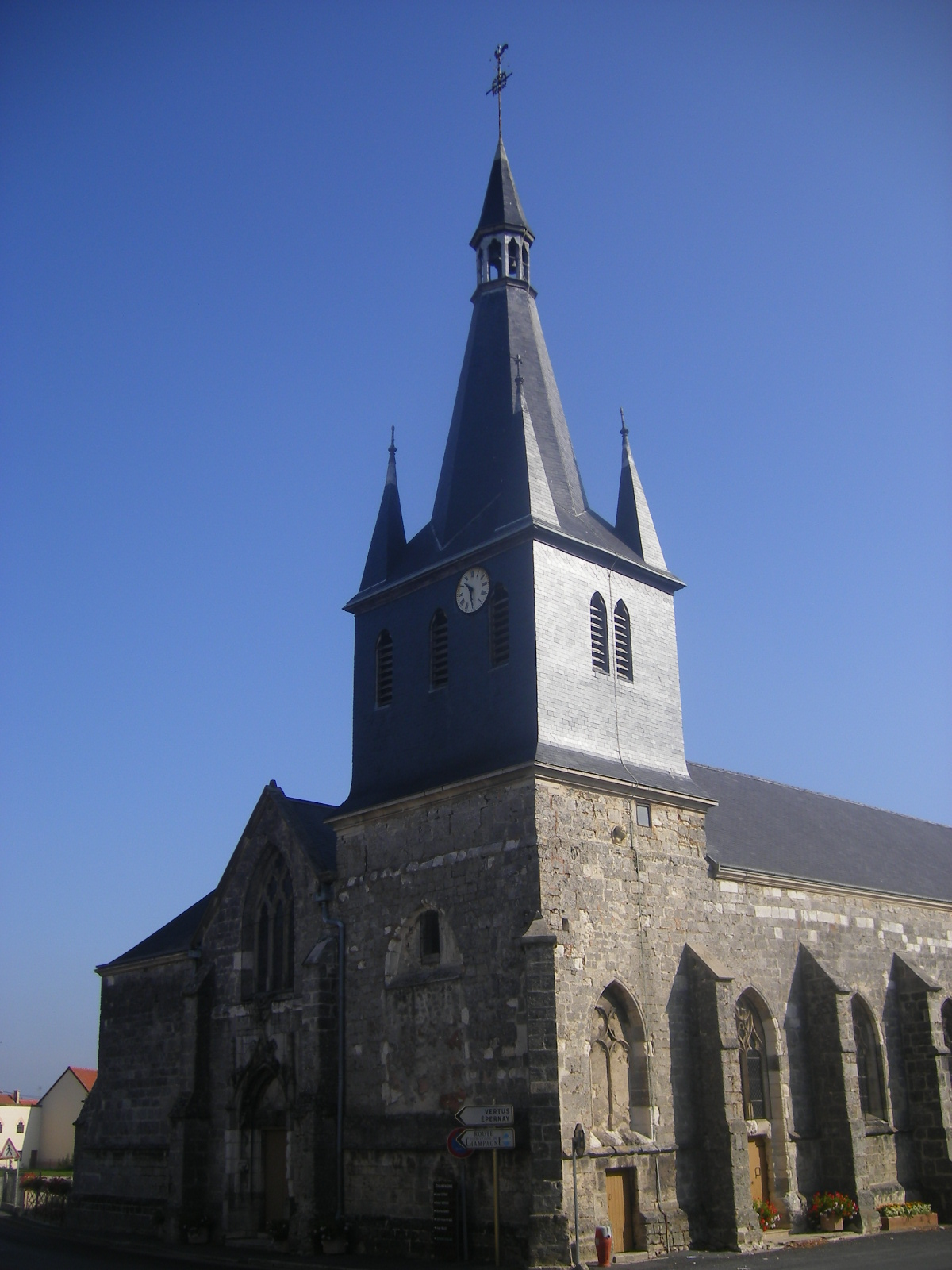
L'église Saint-Memmie.

### Lieux et monuments
- L'église Saint-Memmie date de la fin du XIIe siècle[47]. Elle conjugue des éléments de style protogothique (chœur) et gothique flamboyant (clocher et proche). Les fonts baptismaux sont datés du XIIe ou XIVe siècle. L'autel est plus récent, remontant au XIXe siècle[48]. Elle abrite, au niveau de son tympan ajouré, des fragments de vitrail du XVIe siècle représentant le Christ[49].
- Le Mont Aimé accueille les ruines du château, une grotte, une table d'orientation et un point de vue sur le vignoble de Champagne. Depuis 1966, l'association « Les Amis du Mont Aimé » contribue à la sauvegarde du site et des derniers vestiges du château.
- La mairie a été édifiée par l'architecte Granrut en 1837-1838[50].
- École maternelle
- École élémentaire

### Personnalités liées à la commune
- Blanche de Navarre ;
- Thibaut III de Champagne ;
- Thibaut IV de Champagne, dit le Chansonnier.